# Glenn Curtiss
Glenn Hammond Curtiss (21. května 1878 Hammondsport – 23. července 1930 Buffalo) byl americký průkopník letectví, zakladatel Curtiss Aeroplane and Motor Company, v současnosti části Curtiss-Wright Corporation.

## Život
G. H. Curtiss začal s vyděláváním peněz již jako školák ve funkci poslíčka telegrafního úřadu. Svého prvního zaměstnání u fotografické společnosti Eastman-Kodak využil jako jeden z prvních leteckých průkopníků systematickým dokumentováním své činnosti na filmový pás.

### Cyklista a motocyklista

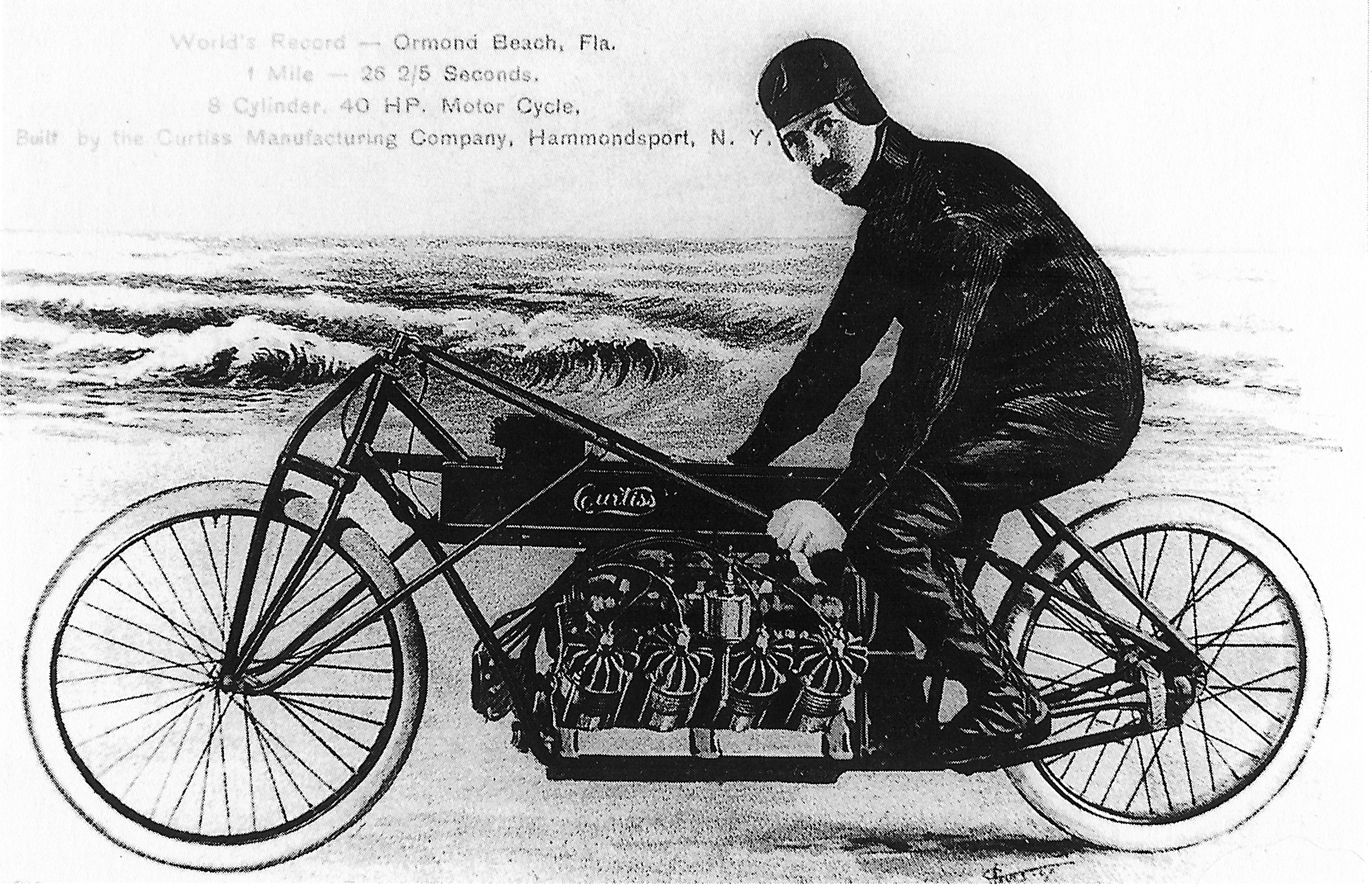
Glenn Curtiss na stroji Curtiss V8

V roce 1895 si Glenn Curtiss koupil své první jízdní kolo. Účastnil se cyklistických závodů a v roce 1896 zvítězil v New Yorku. Roku 1901 si se zkušenostmi ze závodů otevřel ve svém rodném Hammondsportu na západě státu New York dílnu na výrobu jízdních kol, které prodával pod značkou „Hercules“.
V roce 1902 začal Curtiss vyrábět na přání zákazníků vlastní motocykly osazené lehkými jednoválcovými motory, které sám konstruoval. V roce 1903 uvedl na trh jako první americký výrobce motocykl s dvouválcovým vidlicovým motorem nazvaný „Hercules–Twin“. Koncem roku 1903 změnil název firmy, která nyní nesla jeho jméno.
V roce 1903 se svým strojem zvítězil v prvním americkém motocyklovém závodě do vrchu, v lednu 1904 stanovil se strojem „V–Twin“ s motorem o objemu 695 cm³ rychlostní rekord 67,3 mil v hodině (108,3 km/h) v závodě na 10 mil.
24. ledna 1907 zajel s motocyklem Curtiss V8 o výkonu asi 40 koní na trati v Ormond Beach na Floridě neoficiální rychlostní rekord 219,4 km/h. Curtiss tak byl až do roku 1911 „nejrychlejším mužem světa“, tento titul uváděly i tehdejší noviny. Tento rekord na motocyklu překonal až 31. srpna 1930 Joseph S. Wright na stroji „OEC Temple“ firmy J.A.P..
Vzduchem chlazený motor vlastní konstrukce byl navržen pro použití v letectví. Motocykl je vystaven v Smithsonian Institution. Curtissův úspěch posílil jeho pověst vedoucího výrobce vysoce výkonných strojů a motorů.

### Letectví

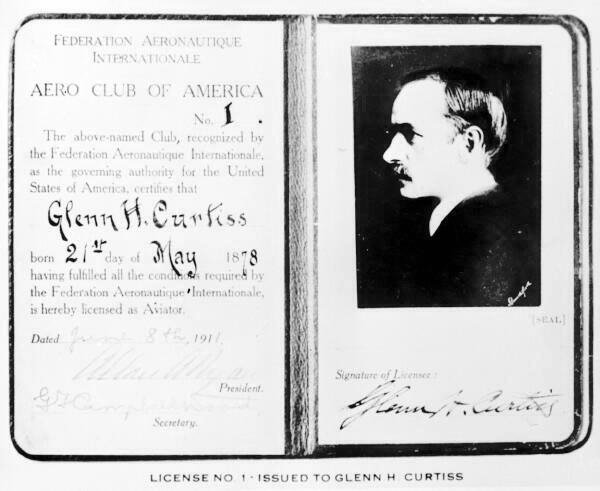
Pilotní průkaz Glenna H. Curtisse nesl pořadové číslo 1

Již od roku 1904 spolupracoval s kalifornským konstruktérem balonů a vzducholodí Tomem S. Baldwinem, kterému dodával pohonné jednotky pro vzducholodě. S vidlicovým motorem Curtiss 9 HP, určeným pro motocykly létala také Baldwinova vzducholoď „California Arrow“, která v roce 1904 v USA uskutečnila první let na uzavřeném okruhu. Šlo o první řiditelnou vzducholoď v USA. V roce 1907, pozval Alexander Graham Bell Curtisse k vývoji vhodného motoru pro stroj těžší vzduchu. Bell představil Curtisse jako „největšího odborníka na motory v zemi“ a přizval jej do své Aerial Experiment Association (AEA).
Po pokusech s kluzáky pak v dubnu 1908 vzlétl první motorový letoun AEA nazvaný Aerodrome No.1, na jehož konstrukci i motoru se Curtiss podílel. Ještě téhož roku létal Aerodrome No.4 „Silver Dart“ s motorem Curtiss o výkonu 37 kW. V březnu roku 1909 pak Curtiss v Hammondsportu založil leteckou továrnu Curtiss Aeroplane Company. V letech 1909–1910 zaměstnával mnoho pilotů jako byli Eugene Ely, Charles K. Hamilton a Hugh Robinson. Letecké soutěže a exhibice napříč Severní Amerikou pomáhaly představit letectví zvědavému publiku. Curtiss plně využil těchto představení k propagaci svých výrobků.
Dne 9. června 1911 americký aeroklub, jako zástupce Mezinárodní letecké federace (Fédération Aéronautique Internationale), vydal Glennu Curtissovi pilotní průkaz číslo 1.
Ještě před I. světovou válkou bylo v Hammondsportu vyvinuto a sestrojeno značné množství typů letadel několika kategorií. Roku 1915 byla na základě značného množství oficiálních zakázek během tří měsíců ve městě Buffalo postavena rozlehlá letecká továrna. V roce 1917 byla označovaná za největší na světě. Do roku 1919 v ní vzniklo přes 5200 letounů, z nichž 3375 bylo cvičných řady JN.
Po válce stavba letadel pokračovala s převažující produkcí létajících člunů, například Curtiss NC pro US Navy. Roku 1929 továrna Curtiss Aeroplane & Motor Company zaměstnávala 3275 osob. To již došlo ke spojení s motorářskou firmou Wright, založenou Orvillem Wrightem.
G. H. Curtiss z firmy oficiálně odešel již v roce 1921, ale stálé čestné místo v představenstvu si zachoval až do své náhlé smrti 23. července 1930 ve věku 52 let.

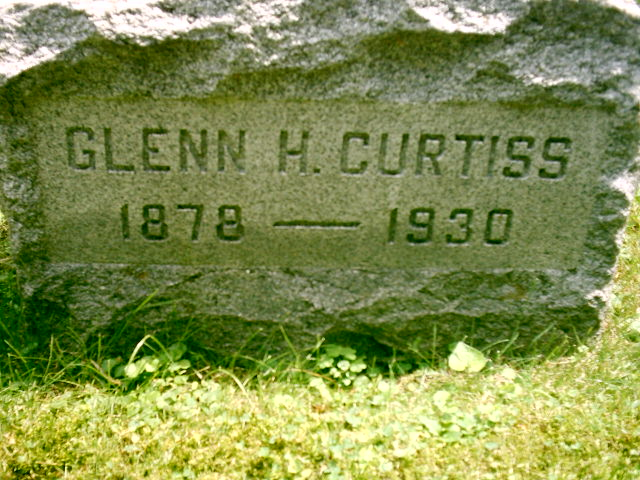
Náhrobní kámen Glenna Hammonda Curtisse

## Ocenění
Ustanovením Kongresu z 1. března 1933 byl Glenn Curtiss in memoriam vyznamenán Záslužným leteckým křížem (Distinguished Flying Cross), ten je nyní ve sbírkách Národního muzea letectví a kosmonautiky. V roce 1964 byl uveden do National Aviation Hall of Fame, v roce 1990 do Motorsports Hall of Fame of America, v roce 1998 do Motorcycle Hall of Fame a do National Inventors Hall of Fame v roce 2003.
National Air and Space Museum uchovává sbírku Curtissových originálních dokumentů, sbírku letadel, motocyklů a motorů.
Newyorské letiště LaGuardia se od roku 1929 nazývalo Letiště Glenna H. Curtisse (Glenn H. Curtiss Airport).
Životu a dílu Glenna Curtisse je věnováno i Glenn H. Curtiss Museum v jeho rodném Hammondsportu.